# Ellice Horsburgh
Ellice Martin Horsburgh FRSE (Kelso, 1870 – Edimburgo, 28 de dezembro de 1935) foi um matemático e engenheiro escocês.

## Vida
Filho de Ellen Sarah Vost e do Rev. Andrew Horsburgh, pregador e missionário na Índia.
Foi educado no Collegiate School, 27/28 Charlotte Square em Edimburgo. Treinou então para o Serviço Civil Indiano com Wren and Gurney mas, ficando gravemente doente, foi instruído a ir para a Austrália a fim de recuperar a saúde. Durante sua viagem tornou-se interessado por matemática náutica. Chegou em Melbourne durante o pânico financeiro e então envolveu-se na corrida do ouro de Coolgardie de 1892. Após dois anos de pouco sucesso como minerador de ouro retornou para a Escócia em 1894.
Foi então para a Universidade de Edimburgo onde graduou-se em engenharia em 1897. Obteve também um bacharelado em matemática e filosofia natural (física) em 1899. Começou então a lecionar engenharia elétrica no Leith Technical College ca. 1900. Em 1903 foi para a Universidade de Edimburgo.
Em 1904 foi eleito fellow da Sociedade Real de Edimburgo, sendo os proponentes George Chrystal, Charles Tweedie, Thomas Hudson Beare e Cargill Gilston Knott. A Universidade de Edimburgo concedeu-lhe um doutorado honorário (DSc) em 1912. De 1920 a 1935 foi reader em matemática técnica. Trabalhou também como consultor para a Brunton’s Wire Mills em Musselburgh.
Morreu em sua casa, 11 Granville Terrace em Edimburgo em 28 de dezembro de 1935. Está sepultado na Dirleton Kirk.

## Família
Casou com Helen Howden Ferme em 1920.

## Publicações
- Calculating Machines (1919)
- The Fracture of Wire in Steel Ropes (1921)
- Modern Instruments and Methods of Calculation